# تولومساس
شركة تولومساس (بالتركية: Türkiye Lokomotif ve Motor Sanayi Anonim Şirketi) كان صانع قاطرات وعربات في تركيا . لقد كانت المورد الرئيسي للقاطرات لخطوط السكك الحديدية الحكومية التركية وكانت واحدة من الشركتين اللتين قامتا بتصميم وتجميع القاطرات في تركيا جنبًا إلى جنب مع شركة يوروتيم . كانت تولومساس أكبر شركة في تركيا في مجال النقل بالسكك الحديدية. يقع المقر الرئيسي للشركة والمصنع في مدينة إسكي شهير .
قامت الشركة ببناء قاطرات جنرال إلكتريك باورهول بموجب شراكة مع جنرال إلكتريك للنقل . 
في 4 مايو 2020، اندمجت مع توفاساش وتودمساش لتشكيل توراساش

## أنظر أيضاً
- ديفريم